# 50 santīmu
50 santīmu(forkortet 50 s) er en lettisk mønt, en halv lats. 
Mønten har en diameter på 18,8 mm, den vejer 3,5 g og består af kobbernikkel. Den er sølvfarvet og har en vertikalt rillet rand.
Kunstnerne bag designet er Gunārs Lūsis og Jānis Strupulis. 
På den ene side ser man i midten et billede af Letlands mindre våbenskjold og rundt om det står der Letlands republik(Latvijas Republika). Under våbenskjoldet står der årstallet for prægningen imellem to prikker. 
På den anden side ser man øverst en fyrretræsgren(som symbolicerer Letlands rige skovarealer)nederst under en lige linje står der 50 og derunder SANTĪMU.
Mønten er blevet præget i 1992 af Bayerisches Hauptmünzamt i Tyskland og i 2007 af Monnaie de Paris i Frankrig.
Santīms er et lettificeret låneord fra fransk(centime). 